# Pozzomaggiore
Pozzomaggiore (sardinski: Pottumajòre, Pottumaggiòre) je grad i općina (comune) u pokrajini Sassariju u regiji Sardiniji, Italija. Nalazi se na nadmorskoj visini od 438 metara i ima 2 617 stanovnika.
 Prostire se na 78,77 km². Gustoća naseljenosti je 33 st/km².
Susjedne općine su: Bosa, Cossoine, Mara, Padria, Semestene, Sindia i Suni.